# Amblyotrypauchen
Amblyotrypauchen is een monotypisch geslacht van straalvinnige vissen uit de familie van grondels (Gobiidae).

## Soort
- Amblyotrypauchen arctocephalus (Alcock, 1890)